# البهلولية
البهلولية هي قرية تابعة لمنطقة مركز اللاذقية في محافظة اللاذقية في الجمهورية العربية السورية.
تبعد عن مدينة اللاذقية حوالي 22 كم على الطريق العام اللاذقية-حلب وتُطلّ على سد 16 تشرين. وفقًا لإحصاء عام 2010؛ فإنّ عدد سكان البهلولية يُقاربُ 25000 نسمة.

## بلدات

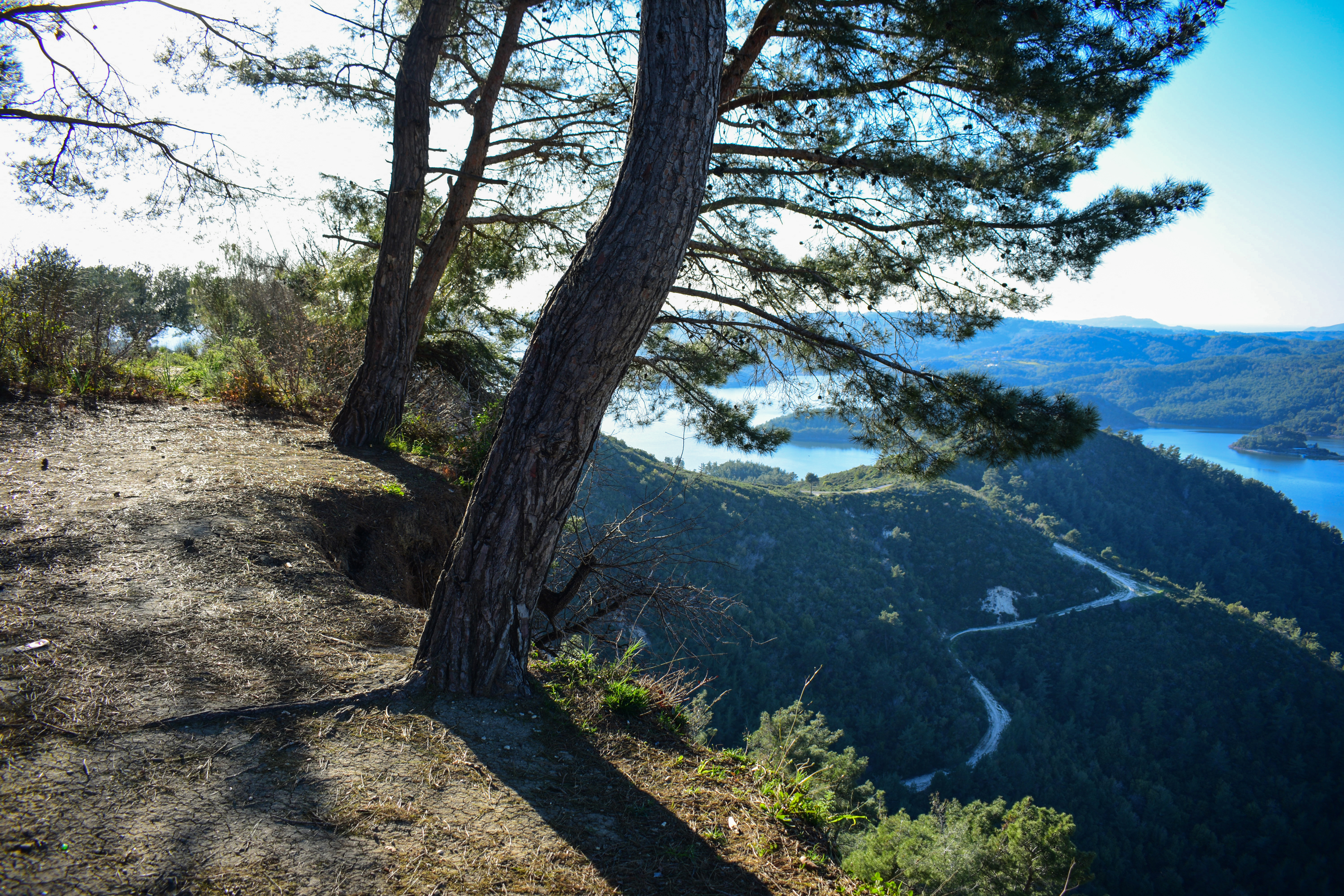
منحدر الشير في محيط بلدة البهلولية

تتبعُ للبهلولية عدة بلدات وبلديات منها: بلدية البهلولية، بلدية الزوبار وبلدية فدرة. ليس هذا فقط؛ حيث تتبع هذه البلدية عددُ من القرى بما في ذلك الرستين، صليب البهلولية، القرامة، الرفيعة، عين الصفصاف، شير الخراب، رأس عوج، دعتور البهلولية. يبلغُ عدد سكان قرية فدره حوالي 2500 نسمة وهي قرية صغيرة تتبعُ لناحية البهلولية ويوجد فيها بلدية تتبع لها قرى الكركيت وصرنا بمجموع سكان يربو على 5000 نسمة.

## المراكز الخدمية
البهلولية هي مركز ناحية ويتوفر بها معظم أنواع المركز الخدمية مثل، مستوصف، مخفر، محكمة، مقسم هاتف، مدارس لمراحل التعليم منها مدرسة ثانوية ويوجد في البهلولية جامع الإمام علي بن أبي طالب والعديد من الانشطة الأدبية والاجتماعية الثقافية.

### النشاط البشري
تعدّ الزراعةبشكل رئيسي إضافة للأنشطة التجارية المختلفة مصدر القوت الرئيسي. تُعرف البهلولية بكثرة الأشجار المثمرة والفواكه وأهمها البرتقال وأشجار الزيتون وغيرها.